# Halibut negre
L'halibut negre o halibut de Grenlàndia, (Reinhardtius hippoglossoides) és una espècie de peix i l'única del gènere Reinhardtius. És un peix que viu al mar a les fondàries d'entre 200 i 1.600 m, però s'ha pescat fins als 2.200 m. Es troba principalment a temperatures de l'aigua entre 1-4 °C, però s'ha trobat a temperatures de l'aigua sota zero (-2.1 °C). Té una distribució circumpolar a l'hemisferi nord.
La forma com està el seu ull sembla com si només en tingués un. La posició central de l'ull probablement li dona una visió perifèrica comparativament millor que els altres peixos.
La forma del seu cos és allargada i comprimida dorsal-ventralment, els dos costats estan pigmentats.
La seva dieta és principalment d'organismes pelàgics o batipelàgics.

## Consum sostenible
L'any 2010, Greenpeace International ha afegit l'halibut negre a la seva llista roja